# قصة حب قصيرة (فلم)
قصة حب قصيرة (بالإنجليزية: A Little Romance) هو فيلم موسيقي تم إنتاجه في الولايات المتحدة وصدر في سنة 1979.

## القصة

### ترشيحات وجوائز
| السنة | الحدث  | الفئة               | النتيجة |
| ----- | ------ | ------------------- | ------- |
|       | أوسكار | أفضل موسيقى تصويرية | فوز     |

## وصلات خارجية
- مقالات تستعمل روابط فنية بلا صلة مع ويكي بيانات